# Lockout (Windenstart)
Der Lockout ist ein gefährlicher Zustand beim Windenstart von Segelflugzeugen, Hängegleitern oder Gleitschirmen. Er ist dadurch gekennzeichnet, dass das Fluggerät nicht auf die Winde zufliegt und die Steuerkräfte durch den Piloten nicht ausreichen, dies zu korrigieren.

## Gefahren
Durch die Bewegung senkrecht zur Richtung des Seils baut sich ein erheblich stärkerer Zug auf als beim regulären Windenstart. Dieser Zug beschleunigt das Fluggerät und treibt es weiter ab. Ohne Intervention wird das Fluggerät so in wenigen Sekunden mit hoher Geschwindigkeit in einem Bogen in den Boden getrieben.

## Gegenmaßnahmen
Wenn beim Windenstart die Flugbahn leicht von der Richtung auf die Winde zu abweicht, sollte der Pilot zunächst versuchen, mit deutlichen Steuerbewegungen die Flugrichtung zu korrigieren. Ist dies nicht mehr möglich, liegt ein Lockout vor und der sich verstärkende Zug durch das Seil muss so schnell wie möglich reduziert werden. Dies geschieht, indem der Pilot ausklinkt. Parallel beobachtet der Windenfahrer den Start. Sobald er bemerkt, dass das Fluggerät in den Lockout gerät, kappt er das Seil.
Bei gekapptem Seil muss zunächst das Fluggerät stabilisiert werden. Anschließend wird das am Fluggerät hängende Restseil ausgeklinkt und die Landung eingeleitet.